# メガコスモ
メガコスモ株式会社（英: Mega Cosmo Co.,Ltd.）は、キヤノンマーケティングジャパン株式会社と中部地区最大規模のコンサルタントグループである名南経営の共同出資からスタートしたコンピューター総合サービス企業である。本社は愛知県名古屋市にある。

## 企業概要
- 中小・中堅企業向けの業務パッケージソフトウェア「幕僚シリーズ」が主力商品である。
- キヤノン製品の修理・販売も行っており、コピー機（PCシリーズ・FCシリーズ）、FAX、インクジェットプリンター（Pixusシリーズ・BJシリーズなど）、レーザービームプリンター（Sateraシリーズ）などの修理を月平均1,000台以上の実績がある。